# Srbuk
Srbuhi Sargsyan (armeniska: Սրբուհի Սարգսյան), född 3 april 1994 i Jerevan, även känd som Srbuk, är en armenisk sångerska. Hon deltog i den första säsongen av den armeniska versionen av The X Factor där hon slutade på en andraplats. Hon deltog sedan i den åttonde säsongen av den ukrainska versionen av The Voice år 2018 där hon slutade på en fjärdeplats.
Srbuk representerade Armenien i Eurovision Song Contest 2019 i Tel Aviv. Hon framförde bidraget "Walking Out" i den andra semifinalen den 16 maj 2019, men tog sig inte vidare till finalen.